# Dryops seurati
Dryops seurati is een keversoort uit de familie ruighaarkevers (Dryopidae). De wetenschappelijke naam van de soort werd in 1939 gepubliceerd door Bollow.